# Konstruktivismus (Philosophie)
Konstruktivismus ist eine Position der Erkenntnistheorie, entwickelt hauptsächlich in der Philosophie des 20. Jahrhunderts. Mehrere Strömungen werden aufgrund des gemeinsamen Namens manchmal irrtümlich für übereinstimmend gehalten. Die meisten Varianten des Konstruktivismus gehen davon aus, dass ein erkannter Gegenstand vom Betrachter selbst durch den Vorgang des Erkennens konstruiert wird. In der Fachsprache der Philosophie ausgedrückt, nehmen sie damit eine nominalistische Position zum Universalienproblem ein.
Während im Radikalen Konstruktivismus die menschliche Fähigkeit, objektive Realität zu erkennen, mit der Begründung bestritten wird, dass jeder Einzelne sich seine Wirklichkeit im eigenen Kopf „konstruiert“, glauben Anhänger des Erlanger Konstruktivismus an eine gemeinsame Konstruktionsweise, das heißt, dass es mit Hilfe einer besonderen Sprach- und Wissenschaftsmethodik möglich sei, „das naive Vorfinden der Welt“ zu überwinden und durch „methodische Erkenntnis- und Wissenschaftskonstruktion“ zu ersetzen. Ob dieses gemeinsam Konstruierte auch unabhängig von seiner Konstruktion existiert oder bloß einen Konsens belegt, ist dagegen ein anderes Problem. Der Relationale Konstruktivismus hingegen teilt zwar den erkenntnistheoretischen Ausgangspunkt des Radikalen Konstruktivismus, legt dann aber den Fokus nicht nur auf das erkennende Subjekt, sondern gerade auch auf die sozialen und materiellen Relationen, unter denen dessen kognitive Konstruktionsprozesse vollzogen werden. Der Erlanger Konstruktivismus ist wesentlich angeregt von der Konstruktiven Mathematik, die wie der Radikale Konstruktivismus eine nominalistische Anschauung vertritt. Für den Relationalen Konstruktivismus ist die Erweiterung der erkenntnistheoretischen Grundlagen um sozialtheoretische Perspektiven (insb. zur Kommunikations- und Machttheorie) kennzeichnend.

## Zentrale Denkfiguren
Bei aller Unterschiedlichkeit der disziplinären Herkunft einzelner Ansätze können folgende Gemeinsamkeiten festgehalten werden:
- Im Zentrum stehen nicht ontologische WAS-Fragen, sondern epistemologische WIE-Fragen, d. h., es geht im Kern nicht um das Wesen der Dinge, sondern um den Prozess und die Entstehung ihrer Erkenntnis.
- Maßgeblich ist die Orientierung am Beobachter bzw. an der erkennenden Instanz und nicht an der beobachterunabhängigen „Realität“.
- Abschied von der Vorstellung einer absoluten Wahrheit und einer empirischen Objektivität, weil der Beobachter nicht als unabhängig von der Erkenntnis angesehen werden kann.
- Interesse an der Differenz und Pluralität möglicher bzw. wirksamer Wirklichkeitsauffassungen.
- Autonomie des Beobachters aufgrund der Selbstregelung, -steuerung bzw. -organisation der erkennenden Instanz.
- Erkenntniswert zirkulärer und paradoxer Denkfiguren im Zusammenhang mit dem Phänomen der Rekursion.

Es lässt sich also zusammenfassend sagen, dass der Konstruktivismus die Erschaffung eigener Realitäten, Dimensionen oder sogar Fähigkeiten behandelt, die durch das eigene Erkennen oder den Glauben an diese Realitäten, Dimensionen oder Fähigkeiten erst entstehen. Dadurch nimmt jeder Mensch die Welt anders wahr, da das menschliche Unbewusste Dinge hervorhebt oder sogar neu in das Sichtfeld einfügt, die ihm als wichtig erscheinen. So kann der Mensch seiner eigenen Wahrnehmung theoretisch nicht trauen, da diese immer in geringem Maße verzerrt ist, da auch jede Person von verschiedenen Menschen verschieden wahrgenommen wird.

## Radikaler Konstruktivismus
Der Radikale Konstruktivismus ist eine Position der Erkenntnistheorie, die sich deutlich von anderen Konstruktivismen unterscheidet. Die Kernaussage des radikalen Konstruktivismus ist, dass eine Wahrnehmung kein Abbild einer bewusstseinsunabhängigen Realität liefert, sondern dass Realität für jedes Individuum immer eine Konstruktion aus Sinnesreizen und Gedächtnisleistung darstellt. Deshalb ist Objektivität im Sinne einer Übereinstimmung von wahrgenommenem (konstruiertem) Bild und Realität unmöglich; jede Wahrnehmung ist vollständig subjektiv. Darin besteht die Radikalität (Kompromisslosigkeit) des radikalen Konstruktivismus.
Als Begründer des radikalen Konstruktivismus gilt Ernst von Glasersfeld. Nach Glasersfeld ist das Kernproblem der abendländischen Epistemologie: „Erkennen zu wollen, was außerhalb der Erlebniswelt liegt.“ Dieses Problem ist nach dem radikalen Konstruktivismus nicht zu lösen, sondern zu umgehen; Anregungen dazu hatte Glasersfeld in den Arbeiten des Psychologen und Epistemologen Jean Piaget gefunden: Schon Piaget habe erklärt, „daß die kognitiven Strukturen, die wir ‚Wissen‘ nennen, nicht als ‚Kopie der Wirklichkeit‘ verstanden werden dürfen, sondern vielmehr als Ergebnis der Anpassung.“ E. v. Glasersfeld prägt dafür den Begriff Viabilität. Mit diesem Begriff wird zwischen „einer ikonischen Beziehung der Übereinstimmung oder Widerspiegelung“ und einer „Beziehung des Passens“ unterschieden. Damit sei die Illusion überwunden, dass die „empirische Bestätigung einer Hypothese oder der Erfolg einer Handlungsweise Erkenntnis einer objektiven Welt bedeuten.“
Dem radikalen Konstruktivismus werden auch der Biophysiker und Kybernetiker Heinz von Foerster und die Neurobiologen Humberto Maturana und Francisco Varela als Hauptvertreter zugerechnet, auch wenn die beiden Letzteren nicht als Konstruktivisten bezeichnet werden möchten. Maturana und Varela entwickelten das Konzept der Autopoiesis, das auch in geistes- und sozialwissenschaftliche Bereiche ausstrahlte, z. B. in den 1980er Jahren in die soziologische Systemtheorie von Niklas Luhmann. Heinz v. Foerster formulierte eine kybernetische Epistemologie, d. h. eine Theorie des Wissenserwerbs auf der Grundlage der Kybernetik. Auch die Philosophie von Gilles Deleuze und Felix Guattari muss man dem radikalen Konstruktivismus zurechnen. Das Gehirn wird als selbstreferentiell-geschlossenes System gesetzt.

## Relationaler Konstruktivismus
Historisch betrachtet basiert der Relationale Konstruktivismus auf dem Radikalen Konstruktivismus und gelangt u. a. durch die Hinzunahme sozialtheoretischer Perspektiven zu einer relationalen Weiterentwicklung. Im Unterschied zum Sozialen Konstruktivismus bleibt der Relationale Konstruktivismus erkenntnistheoretisch rückgebunden und behält die radikalkonstruktivistische Annahme bei, dass Menschen die beschränkten Bedingungen ihres Erkennens nicht überwinden können (kognitive Selbstreferenzialität). Trotz der damit begründeten Subjektivität menschlicher Wirklichkeitskonstruktionen richtet der Relationale Konstruktivismus dann allerdings seine Aufmerksamkeit vor allem auf die relationalen Bedingungen menschlicher Erkenntnisprozesse.

„Für den Relationalen Konstruktivismus ist wesentlich, dass er grundlegend einen erkenntnistheoretischen Ausgangspunkt hat und damit vom erkennenden Subjekt und dessen Konstruktionsprozessen ausgeht. Von dieser Perspektive ausgehend wird dann allerdings der Fokus auf die Relationen gelegt (und zwar nicht nur auf die sozialen, sondern auch auf die materiellen Relationen), unter denen diese kognitiven Konstruktionsprozesse vollzogen werden. Es geht mithin nicht nur um soziale Konstruktionsprozesse, sondern um kognitive Konstruktionsprozesse unter relationalen Bedingungen.“

Der Relationale Konstruktivismus ist dem Radikalen Konstruktivismus ähnlicher als dem Erlanger Konstruktivismus.

## Erlanger Konstruktivismus
Der Erlanger Konstruktivismus umfasst die Projekte einer von Missverständnissen freien Wissenschaftssprache, dialogische Logik, konstruktive Mathematik, Protophysik und eine darauf aufbauende Theorie von Gesellschaft und Technik. Kern des Erlanger Konstruktivismus ist die zirkelfreie und den konkreten Gebrauch nachvollziehende Konstruktion bzw. Rekonstruktion von Begriffen. Vertreter sind unter anderen Wilhelm Kamlah, Paul Lorenzen, Christian Thiel. Folgende Schulen haben sich aus dem Erlanger Konstruktivismus entwickelt:
- Konstanzer Schule: Jürgen Mittelstraß, Kuno Lorenz, Friedrich Kambartel und viele andere gründen in Konstanz in den 1970er Jahren eine geschichtlich und enzyklopädisch orientierte Philosophie und Wissenschaftstheorie;
- Methodischer Kulturalismus: Peter Janich arbeitete einen methodischen Kulturalismus aus.

## Interaktionistischer Konstruktivismus
Der Interaktionistische Konstruktivismus ist dem Erlanger Konstruktivismus ähnlicher als dem Radikalen Konstruktivismus. Allerdings versteht er die kulturalistische Wende des Konstruktivismus nicht überwiegend sprach-, sondern lebensweltbezogen und knüpft in den Grundannahmen insbesondere an Poststrukturalismus, Cultural Studies, Dekonstruktivismus und Pragmatismus an. Seine Vertreter sind unter anderen Kersten Reich und Stefan Neubert.

## Vergleich
Der Radikale Konstruktivismus ist in erster Linie Kritik des naiven Realismus. Er setzt jenem einen Relativismus entgegen, der Objektivität zur Unmöglichkeit erklärt. Vor allem subjektive Beobachterpositionen erscheinen ihm wesentlich. Tendenzen zum Solipsismus sind vorhanden, dennoch grenzt sich der Radikale Konstruktivismus von diesem klar ab. Zirkuläre Denkvorgänge werden nicht als logisch fehlerhaft, sondern als unvermeidlich betrachtet. Der Radikale Konstruktivismus vertritt ein kritisches Wissenschaftsprogramm, das unzureichend reflektierte Vorstellungen hinterfragt. Seine These, dass alles „nur“ konstruiert sei, wird manchmal als Abwertung des Konstruierens verstanden. Hier ist es wichtig, erneut hervorzuheben, dass der Radikale Konstruktivismus nicht beansprucht, eine ontologische Aussage über die Beschaffenheit der Umwelt zu treffen, sondern dass rein epistemologisch argumentiert wird: Dass die konstruierende Tätigkeit eines Beobachters den einzigen Zugang zur Welt überhaupt darstellt, bedeutet ausdrücklich nicht, dass alle Konstruktionen deshalb notwendigerweise falsch sind – es gibt lediglich keinen Maßstab und keine Methode, um das ontische Zutreffen von Tatsachenbehauptungen objektiv an der Umwelt zu prüfen.
Der Relationale Konstruktivismus teilt die epistemologische Grundannahme des Radikalen Konstruktivismus: Menschen haben keinen direkten Zugang zur Realität, sondern nur zu ihren eigenen kognitiven Konstruktionen. Betont wird, dass keine objektiven, sondern nur relationale Aussagen über die Realität gemacht werden können. Grundlegend ist hier die Unterscheidung zwischen Lebenswelt als kognitive Konstruktion und Lebenslage als die jeweiligen sozialen und materiellen Rahmenbedingungen eines Menschen. Wesentlich ist, dass die Lebenswelt zwar als kognitive Konstruktion gilt, dass aber der Fokus nicht nur auf die subjektiven, sondern gerade auch auf die relationalen Konstruktionsbedingungen gelegt wird. Damit wird ausdrücklich gegen solipsistische Positionen und subjektivistische Überziehungen argumentiert. Kognitive Konstruktionen vollziehen sich also unter relationalen Bedingungen. Entwickelt werden Modelle, die ausgehend von der Annahme kognitiver Selbstbezüglichkeit (Kognition hat nur Zugang zu sich selber) die Relationalität menschlichen Seins erörtern (u. a. Macht, Kommunikation, Moral und Ethik, Individuum und System).
Der Erlanger Konstruktivismus wertet das Konstruieren dagegen auf und setzt es zur Klärung der wissenschaftlichen Grundlagen, vor allem der Begrifflichkeit wissenschaftlicher Theorien ein. Der Erlanger Konstruktivismus macht sich die nachvollziehbare Rekonstruktion von Begriffen zum Programm und ist bestrebt, begriffliche Unklarheiten in der Wissenschaft zu erkennen, begründete Alternativen dazu zu erarbeiten und auf diesem Wege Missverständnismöglichkeiten im wissenschaftlichen Austausch zu verringern. Er ist auf den Konsens der wissenschaftlichen Gemeinschaft ausgerichtet, während der Radikale Konstruktivismus einen oberflächlichen Konsens in Frage stellt.
Der Interaktionistische Konstruktivismus bezieht Handlungen in lebensweltlichen, sozialen und kulturellen Kontexten ein. Dabei versucht er, die subjektiven Beobachterpositionen vor dem Hintergrund kultureller Teilnahme- und Akteursrollen zu reflektieren. Neben der theoretischen Begründung legt der Ansatz vor allem Wert auf pädagogische Anwendungen.

## Belege
1. ↑  Björn Kraus: Plädoyer für den Relationalen Konstruktivismus und eine Relationale Soziale Arbeit. in Forum Sozial (2017) 1 pp. 29–35, S. 35
2. ↑  vgl. Konstruktivismus (Philosophie) im socialnet Lexikon
3. ↑  B. Pörksen: Schlüsselwerke des Konstruktivismus. Eine Einführung. In: B. Pörksen: Schlüsselwerke des Konstruktivismus. Wiesbaden 2011, S. 13–28, insb. S. 21–25.
4. ↑  Stefan Heyer: Deleuzes&Guattaris Kunstkonzept. Ein Wegweiser durch Tausend Plateaus. Passagen Verlag, Wien 2001, ISBN 3-85165-494-3, S. 69.
5. ↑  Björn Kraus: Plädoyer für den Relationalen Konstruktivismus und eine Relationale Soziale Arbeit. in Forum Sozial (2017) 1 pp. 29–35, S. 35